# Lista de personagens de Final Fantasy XVI

Ilustração promocional por Kazuya Takahashi do elenco de Final Fantasy XVI. De cima, esquerda para direita: Benedikta Harman, Barnabas Tharmr, Hugo Kupka, Joshua Rosfield com Torgal, Dion Lesage, Clive Rosfield, Cidolfus Telamon e Jill Warrick.

Final Fantasy XVI é um jogo eletrônico de RPG de ação desenvolvido e publicado pela Square Enix. É o décimo sexto título principal da série Final Fantasy e foi lançado mundialmente em 22 de junho de 2023. O desenvolvimento do projeto de seu mundo de jogo foi um esforço colaborativo entre o produtor Naoki Yoshida, o co-diretor Hiroshi Takai, o co-diretor e roteirista chefe Kazutoyo Maehiro e o diretor de arte Hiroshi Minagawa. Os personagens e os monstros convocáveis chamados Eikons foram desenhados por Kazuya Takahashi, enquanto o diretor de localização Michael-Christopher Koji Fox lidou com a localização para o inglês e também ajudou no roteiro.
O enredo se foca em uma guerra por recursos no mundo ficcional de Valisthea, com monstros mágicos Eikons e seus hospedeiros humanos, conhecidos como Dominantes, desempenhando papéis importantes. O protagonista principal é Clive Rosfield, o Dominante do misterioso Eikon Ifrit, que parte em uma missão de vingança depois de sua vida ter sido destruída por traição. Seus companheiros são Jill Warwick, ex-princesa dos Territórios do Norte e Dominante de Shiva; e Cidolfus Telamon, um defensor dos usuários de magia e Dominante de Ramuh. Outros personagens importantes são Joshua Rosfield, irmão caçula de Clive e Dominante de Fênix; Dion Lesage, príncipe herdeiro do Império de Sanbreque e Dominante de Bahamut; Hugo Kupka, figura política da República de Dhalmekia e Dominante de Titã; Barnabas Tharmr, Rei de Waloed e Dominante de Odin; e Benedikta Harman, uma espiã de Waloed e Dominante de Garuda.
O objetivo da equipe de desenvolvimento era criar uma narrativa de fantasia sombria focada em temas como amor, interdependência do bem e mau e choque de valores. Maehiro criou o mundo primeiro baseado no papel central dos Eikons. A equipe se inspirou bastante na série de televisão Game of Thrones e em animes clássicos e contemporâneos. Os desenhos de Takahashi tinham um estilo bem leve e precisaram ser ajustados para serem mais sombrios e se encaixarem na estética do mundo. A dublagem se focou em atores europeus, com a versão em inglês sendo gravada antes que a japonesa. A recepção dos personagens foi em sua maior parte positiva, com elogios sendo direcionados principalmente para o desenvolvimento de Clive e as interpretações dos atores. Críticas se focaram na representação de alguns de seus temas, existindo também discussões sobre a falta de diversidade étnica no mundo e inclusão de personagens LGBT.

## Desenvolvimento
O conceito e ambientação de Final Fantasy XVI foram criados pelo produtor Naoki Yoshida, co-diretor Hiroshi Takai, co-diretor e roteirista chefe Kazutoyo Maehiro e diretor de arte Hiroshi Minagawa. Títulos recentes de Final Fantasy tinham usado elementos de ficção científica, porém XVI retornou para uma ambientação de alta fantasia em um mundo medieval como os primeiros jogos da série. Takai queria uma narrativa madura de fantasia sombria que abordaria temas difíceis. Yoshida queria um jogo que não fosse direcionado para crianças ou adultos, mas sim algo que alcançasse "jogadores de todas as gerações". Ele também queria separar o jogo de estereótipos comumente associados, como um estilo artístico inspirado em anime e uma história focada em adolescentes. A narrativa e mundo criados por Maehiro se inspiraram na mitologia grega.
Uma das primeiras decisões foi dar papel proeminente aos Eikons, a versão de XVI dos recorrentes monstros convocáveis de Final Fantasy. Maehiro criou primeiro o mapa de Valisthea com isso em mente, estabelecendo as localizações dos Eikons e países, em seguida escrevendo a história do protagonista Clive se passando dentro dessas áreas. Usar dois Eikons de fogo fazia referencia a ideias gregas de que o original da vida estava no fogo, com os Eikons Fênix e Ifrit sendo pensados como uma dupla contrastante. Cristais são um elemento recorrente da série e foram retratados como uma analogia a combustíveis fósseis esgotados, enquanto Dominantes e Eikons serviram de analogia para armas de destruição em massa. A tagline "O legado dos cristais definiu o destino da humanidade por tempo demais", recorrente na divulgação de XVI, tinha a intenção de simbolizar uma quebra com o estilo de ficção científica e um questionamento sobre o papel dos cristais de conceder poderes aos humanos. Chocobos e Moogles, mascotes recorrentes de Final Fantasy, inicialmente foram omitidos, porém protestos de membros da equipe fizeram Maehiro ajustar sua criação de mundo para que pudessem ser incluídos.
A narrativa inicial se inspirou nas primeira temporadas de Game of Thrones. Outras inspirações incluíram animes clássicos e contemporâneos a fim de impedir que houvesse muitas similaridades entre o jogo e a série de televisão. As batalhas dos Eikons foram especificamente inspiradas em Ultraman e Neon Genesis Evangelion. Maehiro escreveu o roteiro original, que então foi revisado e finalizado pelo diretor de localização Michael-Christopher Koji Fox. Os diálogos foram escritos antes que qualquer projeto de jogo estivesse finalizado. Apesar da história geral ter um tom sombrio, momentos de maior leveza também foram incluídos. A equipe levou em conta as críticas feitas contra Final Fantasy XV ao criarem o projeto de mundo e história de XVI, especificamente os problemas do projeto de mundo aberto e narrativa. A equipe frequentemente considerou cortar um dos dois continentes que formam o mapa de jogo. Estes acabaram sendo mantidos com o objetivo de evitar que uma boa parte do roteiro precisasse ser reescrito, mas tanto Takai quanto Maehiro descreveram o esforço de fazer os dois continentes funcionarem como um "inferno". Diferentemente de outros títulos Final Fantasy recentes, não foram criados planos para "conteúdos terciários" como conteúdos para download e livros, com o objetivo da equipe sendo contar uma história completa em um único jogo.
Apesar do jogo ter um grande elenco de personagens diferentes, a equipe sempre considerou que XVI era uma história de Clive e os relacionamentos que ele forma com diferentes pessoas das diversas nações. O tema central era o choque de valores mantidos por pessoas diferentes, mais a escolha sobre aceitar o rejeitar seu destino. Outros dois temas foram a interdependência e ambiguidade de bem e mau, inspirados na trilogia The Dark Knight; mais as diferentes formas de amor, seja por uma nação ou pessoa. O enredo inicial se focava na busca de Clive por vingança, mas depois mudou para rivalidades políticas e então para auto-identidade, refletindo a visão de mundo em evolução de Clive. Yoshida comentou que a falta de diversidade étnica dos personagens seu deu porque isso se encaixava com a ambientação europeia medieval e com o isolamento de Valisthea dentro do mundo de jogo. Ele admitiu potenciais questões de representatividade, mas enxergou que haveria problemas sobre quebrar a imersão dos jogadores e de estereótipos problemáticos sendo associados com protagonistas e antagonistas. A equipe decidiu se focar em nas personalidades e narrativas dos personagens sobre suas aparências. Ele depois afirmou que o mundo de XVI era inspirado por muitas culturas do mundo real, mas reconheceu que alguns poderiam discordar da abordagem empregada.
O projeto visual foi similarmente inspirado em Game of Thrones, com Minagawa tirando inspirações diretas das paisagens do Norte da Inglaterra, Eslovênia, Oriente Médio, África e a ficcional Dalmasca de Final Fantasy XII. Os personagens e Eikons foram desenhados por Kazuya Takahashi, um artista que tinha trabalhado antes em Final Fantasy XIV. Minagawa afirmou que seu maior desafio na finalização do desenho artístico foi misturar o estilo de ilustração leve de Takahashi com o tom sombrio do jogo. Funções clássicas de Final Fantasy foram usadas como inspiração de desenho para inimigos e alguns personagens não jogáveis. Os Eikons foram baseados em monstros convocáveis populares e estabelecidos da franquia, com Ifrit recebendo um papel de destaque em contraste com sua representação prévia de um monstro convocável para iniciantes. Suas características físicas estabelecidas de jogos anteriores e possíveis estilos de combate influenciaram seu desenho. Eles foram inspirados nas antigas versões em sprites dos primeiros títulos de Final Fantasy. Os Eikons Ifrit e Fênix aparecem no logo de XVI ilustrado por Yoshitaka Amano. Esta arte foi baseada nos temas e história do jogo.
Apesar do roteiro ter sido escrito originalmente em japonês, ele foi em seguida localizado e reescrito por Fox para inglês, com o roteiro final japonês sendo então ajustado para se enquadrar com a versão em inglês. Todas as cenas foram gravadas primeiro em inglês usando a tecnologia de captura de movimentos, diferentemente dos jogos anteriores da franquia em que a versão japonesa era gravada primeiro. Por isto não houve sincronia labial na dublagem japonesa, porém a equipe tentou e desistiu de usar um sistema automático para sincronizar a dublagem com os personagens. Yoshida não participou do processo de gravação devido a políticas da publicadora e desenvolvedora Square Enix e por "respeito" aos roteiristas, pois ele admitiu que provavelmente iria contradizer suas decisões e causar problemas. Toda a gravação em inglês foi feita por atores europeus, uma abordagem incomum para deixar XVI mais interessante para o mercado norte-americano. Os sotaques dos personagens foram escolhidos para comunicar de onde eles vinham no mundo; por exemplo, sotaques do Nordeste da Inglaterra foram usados para personagens do norte de Valisthea. Gravações de dublagem e captura de movimentos começaram em 2019, com os papéis sendo mantidos em segredo usando gravações em datas espalhadas e codinomes para os personagens.

## Personagens principais

### Clive Rosfield
Clive Rosfield (クライヴ・ロズフィールド, Kuraivu Rozufīrudo) é o protagonista de Final Fantasy XVI. Filho primogênito de Elwin Rosfield, o Arquiduque de Rosaria, porém foi preterido na sucessão por não ter despertado como o Dominante de Fênix. Em vez disso, ele treina como guerreiro e se torna o defensor de seu irmão Joshua, que herdou o poder da Fênix. Joshua compartilha parte desse poder com Clive, que é capaz de usar poderes mágicos. Sua mãe Anabella trai Rosaria para Sanbreque e Ifrit aparentemente mata Joshua. Clive é escravizado no exército de Sanbreque e jura vingança contra Ifrit, porém mais tarde descobre que ele próprio é o Dominante de Ifrit. Clive deserta do exército para resgatar Jill e se junta ao rebelde Cid. Seu objetivo passa ser destruir os Cristais-Máter e acabar com a Praga que consome Valisthea. Ele assume o nome Cid depois deste ser morto e continua a trabalhar com Jill, desenvolvendo um romance com ela. É revelado que Clive é um receptáculo para carregar o ser alienígena Ultima e cumprir a planejada ressurreição do povo deste. Entretanto, Clive destrói Ultima e o último Cristal-Máter, removendo a magia de Valisthea.
O desenho de Clive foi inspirado no arquétipo do príncipe da escuridão. Takahashi criou sua armadura e roupas baseado na especificação de um país com pouco poder, com seu físico musculoso tendo a intenção de ser mais interessante para um mercado ocidental. Clive originalmente teria um cabelo prateado, mas Takahashi acabou mudando isso para um cabelo preto para refletir o tom sombrio do jogo. O desenho de Clive foi um esforço colaborativo entre a equipe de arte e a equipe de computação gráfica, com a segunda ajudando a fazer seu modelo dentro de jogo parecer mais realista e natural. Seu nome foi escolhido porque Yoshida gostou de como ele soava. Clive é interpretado por Ben Starr em inglês, enquanto em japonês ele é interpretado por Yuma Uchida na juventude e Yūya Uchida quando adulto. Starr originalmente fez teste de elenco para um personagem secundário menor, porém tanto a equipe japonesa quanto a inglesa ficaram impressionadas por sua voz e decidiram escolhe-lo para interpretar Clive. O ator admitiu que não estava preparado para o tamanho do papel, tendo dificuldades com algumas das gravações porque ele não tinha outra versão como referência. Ele se inspirou na interpretação de Justin Theroux na série de televisão The Leftovers, comentando sobre a "masculinidade distorcida" de Clive e sua relutância em chorar.

### Joshua Rosfield
Joshua Rosfield (ジョシュア・ロズフィールド, Joshua Rozufīrudo) é o irmão mais novo de Clive, segundo filho do Arquiduque de Rosaria e Dominante de Fênix. Enfermo e dócil comparado ao irmão, ele tem relutância em cumprir seu papel como Dominante. Joshua testemunha seu país ser atacado e seu pai morto, despertando como Fênix e atacando indiscriminadamente até Ifrit se manifestar e aparentemente matá-lo. Na realidade, ele foi ressuscitado pelo poder da Fênix e aprendeu coisas sobre Ultima, querendo impedir que este faça de Clive um peão, chegando até a prender um pedaço de Ultima em seu peito. Ele reencontra com Clive e seus aliados para a última batalha contra Ultima. Joshua é mortalmente ferido por Ultima e se sacrifica para passar o poder da Fênix para Clive. Anos depois, um livro chamado Final Fantasy foi publicado com seu nome.
O desenho de Joshua foi concebido para transmitir a necessidade de protegê-lo, enquanto sua forma Fênix tinha a intenção de ser o menos incomum dos Eikons pois por si só já tinha uma presença imponente. Ele foi interpretado quando criança por Logan Hannan em inglês e Natsumi Fujiwara em japonês, enquanto adulto por Jonathan Case em inglês e Takeo Ōtsuka em japonês. A captura de movimentos para Joshua criança foi feita por um ator próximo da idade do personagem, porém sua voz tinha engrossado quando chegou a hora de gravar as falas, assim ele precisou ser substituído. Hannan foi escolhido depois de Fox ter visto seu trabalho no jogo A Plague Tale: Innocence.

### Jill Warwick
Jill Warrick (ジル・ワーリック, Jiru Wārikku) é uma ex-princesa dos agora destruídos Territórios do Norte, originalmente vivendo com Clive e Joshua em Rosaria como uma refém política. Ela despertou como a Dominante de Shiva depois do ataque de Sanbreque contra Rosaria, sendo escravizada como uma arma de guerra para o Reino de Ferro. Ela é resgatada por Clive e se junta à causa de Cid, ajudando a destruir os Cristais-Máter e acabando por conseguir sua vingança contra o líder religioso do Reino de Ferro. Após a morte de Cid, ela se torna a principal conselheira e companheira de Clive, acabando desenvolvendo um romance com ele.
Jill foi descrita para Takahashi como alguém que sofreu na vida, com sua versão adulta tendo uma postura e rosto mais severos do que quando criança. Sua forma de Shiva tinha a intenção de ser régia, possuindo uma tiara e capa, mais um grande manto para aumentar sua presença. Ela foi interpretada em inglês por Charlotte McBurney como criança e Susannah Fielding como adulta, já em japonês foi interpretada por Megumi Han. Fielding também não estava preparada para o tamanho de seu papel, comentando como Jill e Clive tinham várias cenas em que estavam tentando conectar. Ela gostou do crescimento da personagem de uma figura enfraquecida para redescobrir sua força.

### Cidolfus Telamon
Cidolfus Telamon (シドルファス・テラモーン, Shidorufasu Teramōn), apelidado de Cid (シド, Shido), é o líder de um grupo rebelde que procura libertar os usuários de magia da escravidão. Um estrangeiro que despertou como Dominante de Ramuh ao chegar em Valisthea, ele inicialmente se aliou com o Reino de Waloed antes de desertar por diferenças de opinião. Ele descobriu que os Cristais-Máter estão drenando o éter do mundo e causando a Praga, jurando destruí-los e recrutando Clive e Jill para sua causa. Cid é ferido mortalmente por um pedaço de Ultima que estava dentro do Cristal-Máter de Sanbreque, concedendo os poderes de Ramuh a Clive antes de morrer.
Cid é uma encarnação do personagem homônimo recorrente da série Final Fantasy. Yoshida o descreveu como uma figura paterna para Clive imediatamente depois deste ser resgatado. Seu desenho tinha a intenção de ser de um homem mais velho "legal". Cid foi interpretado por Ralph Ineson em inglês e Hiroshi Shirokuma em japonês. Ineson completou suas cenas cedo no desenvolvimento e atuou principalmente com Starr, só descobrindo próximo do fim sobre a verdadeira natureza do projeto.

### Torgal
Torgal (トルガル, Torugaru) é o lobo companheiro de Clive. Ele foi resgatado ainda filhote dos Territórios do Norte pelo Arquiduque de Rosaria depois de se separar de sua matilha, vivendo com Clive, Joshua e Jill até o ataque de Sanbreque. Torgal foi acolhido por Cid e anos depois se reencontra com Clive e Jill, acompanhando os dois em suas missões pelos tempos seguintes. Ele demonstra a capacidade de canalizar poderes mágicos quando ajuda a resgatar Jill de ser executada por Hugo. É revelado que Torgal na verdade é um lobo glacial raro, um descendente do antigo companheiro da Dominante de Shiva real que pode absorver e canalizar éter.
Takahashi inicialmente foi instruído a usar um "cão japonês" como base para Torgal. Entretanto, foi muito difícil deixar o desenho convincente como um companheiro de batalha, assim foi alterado para se parecer com um lobo. Takahashi criou a versão adulta e a versão filhote, com esta ele descrevendo como "mais fofa" do que esperava que fosse.

## Personagens coadjuvantes

### Dion Lesage
Dion Lesage (ディオン・ルサージュ, Dion Rusāju) é o príncipe herdeiro de Sanbreque e o Dominante de Bahamut. Também é o comandante dos soldados Dragões do império, sendo amado por seus povo e subordinados e temido no campo de batalha. Anabella começa a influenciar Sylvestre para que faça de seu filho Olivier herdeiro, levando Dion a lançar um golpe de estado com o encorajamento de Joshua e com a ajuda de seu amante Terence. Dion acidentalmente mata seu pai e é brevemente tomando por Ultima, mas acaba resgatado por Clive e Joshua. Ele se junta aos dois para remediar suas ações e os auxilia no ataque final contra Ultima, porém acaba morrendo no processo.
Dion tinha a intenção de incorporar o arquétipo do heroico príncipe da luz, sendo um contraste com Clive. Seu desenho foi deliberadamente criado para lembrar a classe de Dragões de jogos Final Fantasy anteriores. O desenho de Bahamut era originalmente muito maior do que a versão final, com resquícios desse objetivo permanecendo na forma de suas asas enormes e cauda longa. Dion foi interpretado por Stewart Clarke em inglês e por Yuichi Nakamura em japonês.

### Ultima
Ultima (アルテマ, Arutema) é o principal antagonista do jogo. Ele é o avatar de uma civilização alienígena que descartou sua forma física para alcançar Valisthea depois de seu planeta ter sucumbido para a Praga. Seu povo entrou em hibernação e criou os Cristais-Máter para reunir o éter de Valisthea com o objetivo de conjurar um feitiço de ressurreição. Também criaram os humanos para que produzissem um receptáculo que pudesse canalizar todos os Eikons e ser usado para restaurar seu povo, ao custo da própria Valisthea. Entretanto, os humanos ganharam o livre-arbítrio, mas Ultima mesmo assim continuou manipulando-os por meio dos Cristais-Máter e cultos de adoração. Seu objetivo é realizado quando Clive destrói todos os Cristais-Máter, com Ultima lançando um exército de criaturas corrompidas pelo éter. Ele acaba sendo derrotado e absorvido por Clive, que usa seu poder para remover toda a magia de Valisthea e encerrar a Praga. Ultima é interpretado por Harry Lloyd em inglês e Mitsuru Miyamoto em japonês.

### Barnabas Tharmr
Barnabas Tharmr (バルナバス・ザルム, Barunabasu Zarumu) é o Rei de Waloed e o Dominante de Odin. Oriundo de uma terra distante e membro de uma família que cultuava Ultima, ele fugiu para Valisthea depois de sua mãe ter sido morta por uma multidão. Barnabas acabou ficando sob a influência de Ultima e passou a acreditar no plano deste de eliminar a humanidade, transformando-se em seu servo para viver o bastante para cumprir seu papel. Ele desafia Clive várias vezes com o objetivo de destruir suas conexões pessoais e transformá-lo no receptáculo de Ultima. Barnabas por fim enfrenta Clive até ser derrotado, forçando seus poderes de Odin para Clive antes de morrer.
O desenho de Barnabas tinha a intenção de lembrar a ideia de um "rei envolto inteiramente em mistério", inspirado indiretamente pela classe de Cavaleiro Sombrio de títulos anteriores. Takahashi queria transmitir tanto a ideia de autoconfiança quanto "vazio por dentro". Odin foi criado para ter uma aparência régia, mas que também fosse inquietante por ter uma cabeça que combinava um capacete com uma aparência de caveira. Barnabas foi interpretado por David Menkin em inglês e Gotaro Tsunashima em japonês. Menkin tinha anteriormente interpretado Magnus na expansão Shadowbringers de XIV, atribuindo esta performance por ter conseguido o papel de Barnabas.

### Hugo Kupka
Hugo Kupka (フーゴ・クプカ, Fūgo Kupuka) um dos líderes políticos da República de Dhalmekia e o Dominante de Titã. Ele frequentemente participa de batalhas contra exércitos inimigos e manipula o conselho governante de Dhalmekia para seu favor. Hugo também tem um caso amoroso com Benedikta, partindo em uma missão de vingança contra Cid e Clive depois da morte dela. Hugo acaba perdendo as duas mãos e seus poderes de Dominante durante um confronto contra Clive. Desesperado por vingança, ele é levado a abusar do poder do Cristal-Máter por um agente de Ultima, transformando-se em uma forma enlouquecida de Titã que é derrotada por Clive.
A aparência musculosa de Hugo foi inspirada em um pedido de Takai para um mundo em que personagens com magias baseadas em força também parecessem visualmente fortes, com Takahashi se divertindo criando este desenho. As pernas espinhosas de Titã representavam a personalidade implacável de Hugo. Ele foi interpretado por Alex Lanipekun em inglês e Yasuhiro Mamiya em japonês. Lanipekun considerou que a parte mais interessante foi interpretar o poder político e físico do personagem.

### Benedikta Harman
Benedikta Harman (ベネディクタ・ハーマン, Benedikuta Hāman) é líder da unidade de espiões de Waloed e a Dominante de Garuda. Uma mulher fria e manipuladora, Cid a salvou anos antes de escravagistas e os dois possivelmente tiveram algum relacionamento antes dele desertar de Waloed, o que a deixou ressentida. Benedikta tem um caso amoroso com Hugo. Ela é derrotada por Clive e perde seus poderes, ficando emocionalmente instável. Benedikta acaba sendo atacada por bandidos que matam seus soldados e a fazem perder completamente a sanidade, transformando-se novamente em Garuda e sendo derrotada por Clive depois dele se transformar em Ifrit.
Takahashi criou os desenhos de Benedikta e Garuda ao mesmo tempo, com Garuda tendo sido um dos dois primeiros Eikons desenhados e influenciando a temática geral de desenho dos outros. Ele descreveu o desenho de Benedikta como tendo sido criado sem muita preocupação a respeito. Ela foi interpretada por Nina Yndis em inglês e Akari Higuchi em japonês. Yndis também tinha interpretado uma personagem em Shadowbringers, não sabendo que papel estava fazendo em XVI até as gravações terminarem.

## Outros personagens
- Midadol Telamon (ミドアドル・テラモーン, Midoadoru Teramōn), apelidada de Mid (ミド, Mido), é a filha adotiva de Cid e uma brilhante engenheira que se junta à facção de Clive após a morte de seu pai.[54] Ela também é a criadora, timoneira e comandante da Enteprise, um navio poderoso impulsionado por motores de magitek e usado por Clive e seus companheiros para navegar pelos oceanos de Valishtea.[63][64] Ela é interpretada por Katie Clarkson-Hill em inglês e por Mai Yamane em japonês.[47][65]
- Elwin Rosfield (エルウィン・ロズフィールド, Eruwin Rozufīrudo) é o Arquiduque de Rosaria e pai de Clive e Joshua. Ele herdou o trono apesar de não ter nascido Dominante por causa da morte de seu pai, confiando e tratando Clive com carinho sempre que pode.[29] Ele é brutalmente assassinado na frente de Joshua durante o ataque de Sanbreque, com isto fazendo Joshua se transformar em Fênix.[30] Ele é interpretado por John Hopkins em inglês e por Hiroyuki Kinoshita em japonês.[47][65]
- Anabella Rosfield (アナベラ・ロズフィールド, Anabera Rozufīrudo) é a Duquesa de Rosaria e a mãe de Clive e Joshua. Apesar de amar profundamente Joshua, ela despreza Clive por não ter despertado como o Dominante de Fênix e também não gosta de Jill.[29] Ela trai Rosaria para Sanbreque e é a responsável pela escravização de Clive.[30] Anabella depois se casa com Sylvestre e aparentemente tem um filho com ele, Olivier,[54] porém este é na verdade controlado por Ultima. Dion mata Olivier e ela enlouquece, cometendo suicídio quando Joshua tenta resgatá-la.[44] Anabella é interpretada por Christina Cole em inglês e Yurika Hino em japonês.[47][65]
- Byron Rosfield (バイロン・ロズフィールド, Bairon Rozufīrudo) é o irmão mais novo do Arquiduque de Rosaria e o tio de Clive e Joshua. Byron continuou vivendo em Rosaria depois do ataque de Sanbreque e secretamente contribui grandes quantidades de dinheiro para a causa de Clive.[66] Ele depois passa a ajudar seus sobrinhos no que pode na tarefa de destruir os Cristais-Máter de Valisthea.[54][64] Byron é interpretado por Stephen Crichlow e Ewan Bailey em inglês e por Mitsutaka Tachikawa em japonês.[47][65]
- Sylvestre Lesage (シルヴェストル・ルサージュド, Shiruvesutoru Rusāju) é o Imperador de Sanbreque e pai de Dion. Ele se casa com Anabella por um acordo e fica sob a influência de Ultima por meio de Olivier,[44] deixando-o cada vez mais focado em guerras e preterindo Dion na sucessão em favor de Olivier.[67] Dion tenta matar Olivier, porém Sylvestre intervém e acaba morto no lugar.[44] Ele é interpretado por Andrew Havill em inglês e Kazuhiro Yamaji em japonês.[47][65]
- Gav (ガブ, Gabu) é o leal batedor de Cid. Ele é frequentemente enviado em missões para descobrir informações sobre inimigos.[68] Após a morte de Cid, Gav continua desempenhando as mesmas funções sob Clive.[35] É interpretado por Christopher York em inglês e Anri Katsu em japonês.[47][65]

## Recepção
Cullen Black do RPG Site salientou positivamente a qualidade do roteiro para personagens secundários e missões paralelas, elogiando a versão de Cid em XVI como uma das melhores da série. Black também comparou positivamente os temas e roteiros do jogo com Final Fantasy Tactics, destacando a exame do custo de desenraizar sociedades corruptas e também elogiando o desenvolvimento de personagem de Clive. Michael Higham da GameSpot descreveu a narrativa como sendo focada principalmente no crescimento de Clive, elogiando este crescimento e suas interações com o elenco coadjuvante, também gostando das interpretações dos atores principais. Jordan Middler da Video Games Chronicle descreveu o elenco de XVI como "um destaque absoluto", muito elogiando as interpretações de Starr, Fielding e Ineson em seus papéis. Adam Beck da Hardcore Gamer elogiou o foco mais humano da história e apresentação sutil de seus elementos de fantasia, enquanto Mitchell Saltzman da IGN elogiou o desenvolvimento de Clive ao longo do jogo ao mesmo tempo que o personagem se manteve simpático e identificável, também elogiando as interpretações do elenco como um todo. Eric Van Allen da Destructoid gostou das performances do elenco em inglês, destacando Starr, dizendo que Ineson estava "particularmente memorável" como Cid e também elogiando Clarke como Dion. Suas maiores críticas foram sobre tratamento inconsistente dos temas ao redor dos Portadores e marginalização de alguns enredos paralelos.
Moises Taveras da revista Paste gostou do desenvolvimento de personagem tanto de Clive quanto Jill e também da cordialidade mostrada por muitos personagens dentro da ambientação sombria do jogo, mas não gostou da mudança de tom mais adiante na narrativa de acabar com a escravidão do mundo em favor de uma ameaça mágica maior. Zach Wilkerson do RPGFan gostou do elenco e suas histórias de forma geral, com sua principal crítica sendo a escassez e representação das personagens femininas, descrevendo-as como "pouco desenvolvidas e muito definidas pelos homens em suas vidas". Wesley LeBlanc da Game Informer elogiou as interpretações do elenco e afirmou que os jogadores iriam gostar dos elementos de romance, mas também salientou que a narrativa parecia muito similar a Game of Thrones. Edwin Evans-Thirlwell da Eurogamer disse que Clive era simpático mas simples quando comparado ao resto do elenco, destacando como XVI desconstruiu a alegoria de herói do personagem por meio de suas ações e consequências. Giovanni Colantonio da Digital Trends ficou decepcionado tanto com a história geral quanto com os arcos dos personagens, escrevendo que era "difícil diferenciar seus personagens rasos uns dos outros. Gita Jackson da Polygon não gostou do projeto geral da história e da representação de escravidão, mas gostou do romance de Clive e Jill e a personalidade de Cid quando comparados aos tom e roteiro sombrios, também elogiando as interpretações dos atores.
Um problema recorrente tanto para críticos quanto para jogadores foi a falta de diversidade étnica entre os personagens principais e no mundo de jogo como um todo, além da resposta dada por Yoshida sobre a questão. Evans-Thirlwell achou que o tamanho do mundo de Valisthea destacava a falta de diversidade étnica, considerando que isso diminuía as mensagens que XVI queria transmitir para seus jogadores. LeBlanc também achou que o elenco todo branco minava os temas abordados e uso de escravidão para usuários de magia, algo compartilhado por Jackson. Colantonio expressou pensamentos semelhantes sobre a falta de diversidade, destacando que uma das nações de XVI tinha um estilo africano. Ash Parrish do The Verge salientou argumentos contra a abordagem de Yoshida, sua ambientação fantástica e provas históricas de diversidade étnica na Europa medieval, achando que isso atrapalhava os objetivos do jogo de alcançar um público maior. Ela ainda destacou que os anteriores XII e XIV como contra-argumentos da abordagem de XVI, com ambos os títulos tendo diversidade étnica em uma ambientação fantástica inspirada na Idade Média.
Uma recepção mais positiva veio da inclusão de personagens LGBT, mais notavelmente o romance explícito de Dion e Terance. Iain Harris da GamesRadar+ escreveu sobre reações nas mídias sociais e destacou como o romance explícito e diálogos casuais encontrados dentro do mundo de jogo mostravam a presença geral de relacionamentos LGBT. Ed Nightingale da Eurogamer gostou de como esses personagens foram incluídos sem enfatizar sua orientação sexual, normalizando-os dentro do mundo de Valisthea. Ele enxergou isso como uma atitude mais progressista por parte da Square Enix sobre inclusão de gênero e sexualidade. Cat Bussell da TechRadar enxergou Dion como um passo positivo para a série Final Fantasy, mas achou que seu romance com Terance não foi muito explorado ou recebeu tanta atenção quando comparado com cenas românticas e sexuais com personagens femininos. Ela também destacou como a morte de Dion ainda representava a tradição comum de matar personagens LGBT na mídia.